# Halipeurus thompsoni
Halipeurus thompsoni är en insektsart som beskrevs av Edwards 1961. Halipeurus thompsoni ingår i släktet Halipeurus och familjen fjäderlöss. Inga underarter finns listade i Catalogue of Life.